# インターナショナル・スクール
インターナショナル・スクール（英語: international school）あるいは国際学校（こくさいがっこう）とは、主に外国人生徒を対象にその所在する国や地域の教育システムに基づいて就学前・初等・中等教育を施す学校。
異文化体験や国際的に通じる学歴取得の機会として選択されることもあり、その所在する国の生徒のほうが在籍者の比率が高いこともある。
また、学校に通わずオンラインで学習するオンライン・インターナショナル・スクールも存在する。

## 特徴

### 運営
国によっては一つの国に幾つもの民族が入り混じる状態となっているケースが増えていることから、インターナショナルスクールとして指定されている施設では多種多様さを重視しながら運営しているのが現状である 。
特に多民族国家となっている国では生徒も講師も多民族となっている点から、生徒の国籍が60カ国以上という学校も存在している。

### 修了資格
国際バカロレア資格
国際バカロレアは、国際的な修了資格の代表的なものであり、スイスのディプロマ・プログラムである。インターナショナル・スクールの卒業生に、国際的に認められる大学入学資格を与えることで大学進学のルートを確保し、国際理解教育の促進に資することなどを目的に1968年に国際バカロレア機構が発足。国際バカロレア機構はスイスのジュネーブに本部を置いている。国際バカロレアの認定校となったインターナショナル・スクールでは国際バカロレア機構が作成する共通カリキュラムで運営されている。2013年9月現在、国際バカロレアの認定校は146か国で約3,664校である。
国際バカロレアには初等教育プログラム（PYP）、中等教育プログラム（MYP）、ディプロマ資格プログラム（DP）の三種がある。ディプロマ資格プログラム（DP）の課程を修了してディプロマ資格取得のための統一試験に合格すると国際バカロレア資格を取得できる。国際バカロレア試験の実施や国際バカロレア資格の授与は国際バカロレア機構によって行われる。
日本では1979年4月に国際バカロレア資格を有する者で18歳に達したものが日本の大学入学資格に追加された。
その他の国際的な評価団体（WASC、ACSI、ECIS、COBIS）による認定
WASC（Western Association of Schools and Colleges、米国・西部学校大学協会）、CIS（Council of International Schools、英国・インターナショナルスクール会議）、ACSI（Association of Christian Schools International、キリスト教学校国際協会）、COBIS（Council of British International Schools）などの国際的な評価団体が認める教育施設も日本全国に点在する。これらも、世界的な資格として有用とされる。日本では、学校教育法第56条に基づく告示によって、WASC、CIS、ACSI、COBISの認定校で12年の課程を修了した18歳以上の者には、大学入学資格が認められる。
なお、大学入学資格に課程年数主義を採用している国の場合、学業成績優秀で早期卒業した者であっても大学に入学できない例がある。日本でも一定の資格及び課程を取得した者について年齢制限を撤廃するなど大学入学資格の見直しが議論されている。

## 各国のインターナショナル・スクール

### 日本

#### 位置づけ

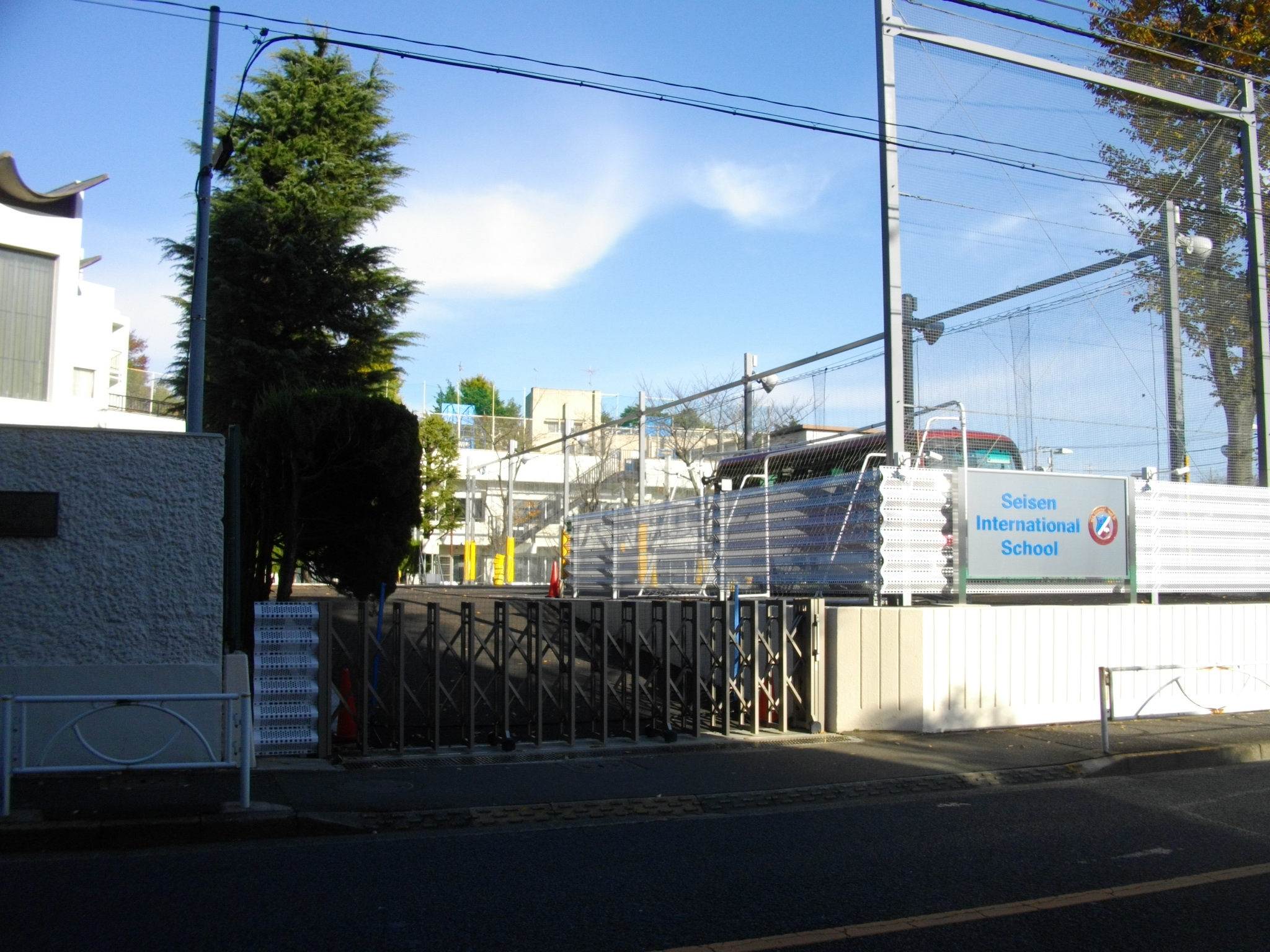
清泉インターナショナル学園（2021年12月）

日本においては法令上の定義や規定はないが、文部科学省の中央教育審議会はインターナショナルスクールについて、「主に英語により授業が行われ、外国人児童生徒を主な対象とする教育施設」、と捉えるのが一般的であるとの見解を示している。教育家の市川力は「『英語を話せるようになるための学校』でも『ブランドイメージを獲得するための学校』でもない」と、インターナショナルスクールの本来の趣旨が週刊誌報道などによって間違って伝えられる現状を憂慮していた(2004年時点)。
日本国内でインターナショナルスクールとして認識されている施設では、一部のものが学校教育法第83条に基づく「各種学校」として都道府県知事の認可を受けているものの、その他の多くは無認可校である。認可されている施設は全国に125校あり、その他の施設については、文部科学省として数や実態を把握していないという。
また、認可校についても「各種学校」扱いであるため、日本人児童が通っても就学義務の履行とは見なされない。すなわち、小学校や中学校に相当する課程に在籍をしていても、インターナショナル・スクールだけでは義務教育を終えたことにはならない。
教育課程については、いずれの場合においても学習指導要領には拘束されず、各校独自の方針により編成されることになる。
インターナショナルスクールのうち、各種学校として認可されている施設は全国で117校、そのうち主に英語で教育を行っている施設が24校、その他の施設が93校となっている（平成17年5月1日現在）。

#### 上級学校への進学
中学校相当のインターナショナルスクールを修了しても学校教育法上の中学校を卒業したことにはならないため、公立高校では原則として受験資格が認められず（所定学区の中学校就学と認められる場合は除く）、私立高校においては各校毎の判断次第となっている。
一方、文部科学省が、「外国の学校教育制度において位置付けられた」教育施設で、「評価団体による評価を受けた教育施設として対象となる学校」として「日本の高校相当」と認定した学校や大学、国際的な評価団体が認めた学校の卒業生らには、大学への入学資格が認められている。

#### 二重国籍者に対する特例
二重国籍者については、「家庭事情等から客観的に将来外国の国籍を選択する可能性が強いと認められ、かつ、他に教育を受ける機会が確保されていると認められる事由があるとき」には、保護者と十分協議の上、就学義務の猶予または免除を認めることができる」との通達が、昭和59年に文部省（当時）からなされている。

#### 歴史
日本国内最古のインターナショナルスクールである1872年（明治5年）創立のSaint Maur（サンモール）を筆頭に、1902年（明治35年）に開学したが2000年（平成12年）に廃校となったセント・ジョセフ・インターナショナル・カレッジ（神奈川県）など明治時代に開校した「老舗」校、1990年代以降に設立された「新設」校、そして新旧混交ではあるが保育園や幼稚園のみで成り立っている「プリスクール」となる。
1924年には横浜の国際ビジネスコミュニティーにより横浜インターナショナルスクールが設立された。世界で二番目に『インターナショナル』と称した学校であり、関東では高校においては唯一の男女共学、無宗教のインターナショナルスクールであった。（なお、同じ1924年設立だがタッチの差で世界で最初に『インターナショナル』と称した学校はジュネーヴ・インターナショナル・スクールである。）
インターナショナル一条校
21世紀に入って、文部科学省がインターナショナルスクールや外国人学校の卒業者について日本の大学の受検資格を認める等の流れがある。最近では、千葉県海浜幕張地区に2009年（平成21年）4月に開校した幕張インターナショナルスクールや2021年に愛知県に開校した国際高等学校（全寮制国際バカロレア）のように英語公用語のインターナショナルスクールでありながら、学校教育法第1条に定められる学校としての認可を得た学校もある。

### 中国
中国の学校は公立、私立、外国籍向けの3種類があり、インターナショナルスクールは外国籍がある者だけが入学できる。
上海のインターナショナルスクールの学費は年に30万元超とされる。
新型コロナウイルス感染症の世界的流行後は駐在員の減少や政府の規制が厳しくなり、海外から参入した学校の閉鎖が進んでいる。

### シンガポール
シンガポールでは人口の約3分の1が外国人で外国人駐在員が多いことからインターナショナル・スクール等が多数ある。シンガポール統計局のデータによると、2010年のインターナショナル・スクールの数は38校であった。
インターナショナル・スクールには、シンガポール日本人学校、シンガポール・アメリカン・スクール、スイス・スクール、オーストラリアン・インターナショナルスクール、カナディアン・インターナショナルスクール、グローバル・インディアン・インターナショナルスクールなど外国の教育機関が運営する学校と、アングロ・チャイニーズ（ACS）インターナショナルやファ・チョン（Hwa Chong）インターナショナルなど2言語教育を実施している地元私立系のインターナショナル・スクールがある。

### ミャンマー
ミャンマーでは富裕層を中心にインターナショナル・スクール進学者が増えており、高校卒業後、1.セーダン試験に合格して国内大学へ進学、2.就職または専門・職業系学校への進学、3.インターナショナルスクールから国外で進学・就職という3つのパターンがある。
ヤンゴンだけでインターナショナル・スクールの数は1,000校を超える。インターナショナル・スクールはイギリス式のシステムで運営されているところが多く国際バカロレア認定校も数校ある。
インターナショナル・スクールからの進学先はシンガポール、タイ、オーストラリアなどが多い。